# GEO-1

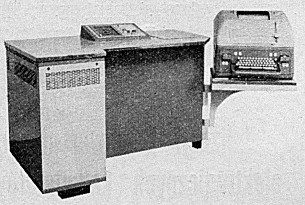
GEO-1: телетайп и рабочий стол

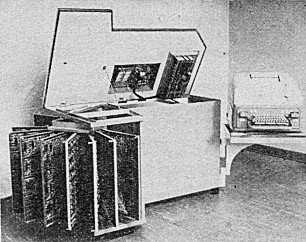
GEO-1 в полной комплектации

GEO-1 — первый компьютер семейства GEO, предназначенный для инженерных вычислений в области геодезии. Основан в плане архитектуры на UMC-1 и в плане технологии на UMC-10. Создан на кафедре проектирования математических машин Варшавской политехники при содействии Института геодезии и картографии.

## Технические характеристики[1]
- Микропрограммируемый последовательный компьютер II поколения на транзисторах
- Двоичная система счисления с отрицательным основанием -2
- Машинное слово:
  - Счётчик: длина 34 бита
  - Команда: длина 34 бита (22 бита — операционная часть, 12 битов — адрес)
- Программы, использующие числа с плавающей точкой, работают через библиотеку (нет команд, реализуемых аппаратно)
- Тактовая частота: 220 кГц
- Память:
  - Магнитный барабан объёмом 16 384 слова, 8 блоков по 2048 килослов[3]
  - Оперативная память: блоки A, B0, C и D
  - Вспомогательная память: блоки B1, B2, B3 и B4
- Размеры: 1350 x 800 x 810 мм
- Масса: около 200 кг

### Устройства ввода-вывода
- Телетайп со встроенными пятиканальными устройствами чтения и записи ленты (скорость 10 символов/сек.)
- Пульт управления оператора
- Технический пульт